# Nemzeti Koalíció
A Nemzeti Koalíció (Kansallinen Kokoomus – KOK) (1951-ig Nemzeti Koalíciós Párt) egy finnországi párt.
Az Európai Néppárt tagja, melynek egyik alelnöke Jyrki Katainen, korábbi miniszterelnök. 2007-től tagja a Matti Vanhanen vezette kormánynak. Az Eduskuntában 50 képviselője van.

## Rövid párttörténet
A hagyományos konzervatív értékeket hirdető párt 1918-ban alakult a monarchikus államforma megteremtésére törekvő ófinnekből és a hozzájuk csatlakozott ifjúfinnekből. A II. világháború végéig 13 kormányban részt vevő párt az 1930-as években közel sodródott a szélsőjobboldalhoz, melytől Juho Kusti Paasikivi pártelnöksége során távolodott el. A párt ideológia megújulásának kicsúcsosodása az 1957-es pártprogram volt. Ez a hagyományos értékeke mellett már több nyugati liberális és szocialista értéket is tartalmazott. 1953 és 1966 között 4 kormányban vettek részt. Az 1970-es programban már nem az állam erősítése volt a fő cél, hanem „a társadalom többrétegűsítése”. A párt mai programjában hangsúlyosan jelenik meg a személyes szabadság és felelősség, a néphatalom, a szociálisan igazságos és ökologikus piacgazdaság, az egyéni tulajdonjog és a helyi döntéshozás fontossága.